# Spaanrijt
Spaanrijt is een buurtschap in de gemeente Bergeijk in de Nederlandse provincie Noord-Brabant. Het ligt in het westen van de gemeente tussen Weebosch en Witrijt; ongeveer 3 kilometer ten noordwesten van Luyksgestel.
Hoofdplaats: Bergeijk      Dorpen: Loo · Luyksgestel · Riethoven · Weebosch · Westerhoven

Buurtschappen: Boshoven · Boscheind · Braambosch · Broekhoven · De Aa · De Rund · Eind · Heiereind · Hooge Berkt · Lage Berkt · Loveren · Muggenhool · Rijt · Sengelsbroek · Spaanrijt · Voort · Walik · Witrijt

Noord-Brabant: Steden en dorpen      Nederland: Provincies · Gemeenten